# Zadnie Rycerowe

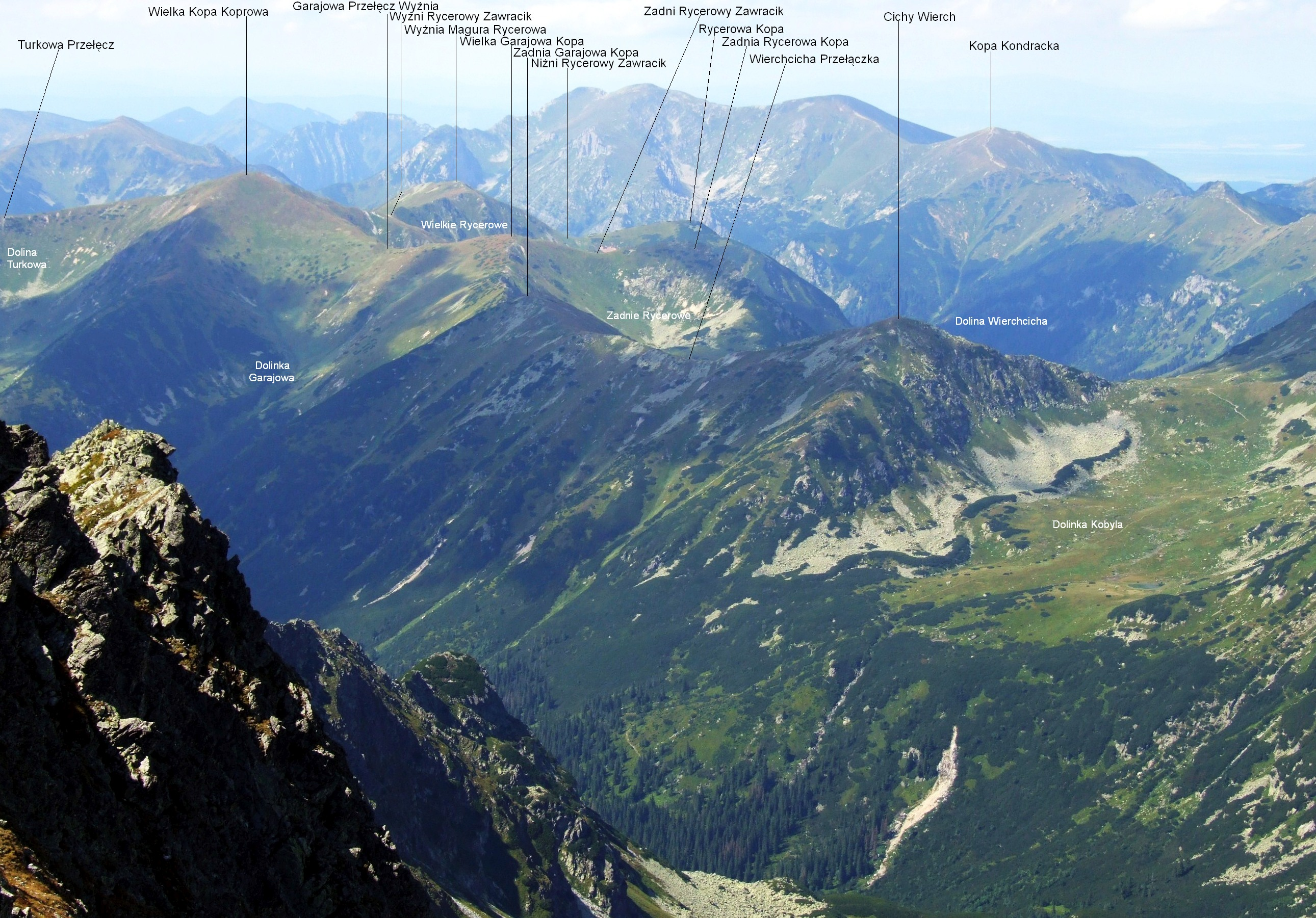
Widok z Koprowego Wierchu

Zadnie Rycerowe (słow. Zadné Licierovo,Temná Tichá dolina – lewe odgałęzienie Doliny Wierchcichej w słowackich Tatrach. Jest to szeroka dolinka  w Liptowskich Kopach. Ma długość około 1 km i znajduje się pomiędzy stokami Zadniej Garajowej Kopy (1948 m), Małej Garajowej Kopy, Wielkiej Garajowej Kopy (1979 m) i Zadniej Rycerowej Kopy. Jest także polodowcowym kotłem, który powstał w czasie ostatniego tatrzańskiego zlodowacenia. Objęło ono tylko wyżej położone obszary Tatr. Rzeźbę lodowcową tych okolic w 1930 r. badali Janina Mastalerzówna i Mieczysław Klimaszewski. Według nich niewielkie lodowce powstające wówczas w górnych partiach Liptowskich Kop wypełzały na skraj głównego żłobu lodowcowego Doliny Cichej. Zadnie Rycerowe jest jednym z 11 takich lodowcowych kotłów w górnych partiach Doliny Cichej.
W źródłach słowackich występują dwie nazwy Zadniego Rycerowego: Temná Tichá dolina lub ''Zadné Licierovo. Tę ostatnią nazwę stosuje np. tatrolog Ivan Bohuš.
Dno i zbocza Zadniego Rycerowego w górnej części są trawiaste, miejscami porastające kosówką. Dawniej było wypasane przez pasterzy ze słowackiej miejscowości Kokawa, od 1948 r. wraz z całymi Liptowskimi Kopami stanowi niedostępny dla turystów obszar ochrony ścisłej.